# Teorema de la dimensió per espais vectorials
En matemàtiques, el teorema de la dimensió per espais vectorials afirma que totes les bases d'un espai vectorial tenen el mateix nombre d'elements. Aquest nombre d'elements pot ser finit, o bé un nombre cardinal infinit, que defineix la dimensió de l'espai vectorial.
Formalment, el teorema de la dimensió per espais vectorials afirma que
Donat un espai vectorial V, dos sistemes generadors linealment independents qualssevol (en altres paraules, dues bases qualssevol) tenen la mateixa cardinalitat.
Si V és un mòdul finitament generat, llavors té una base finita, i el resultat afirma que dues bases qualssevol tenen el mateix nombre d'elements.
Mentre que la demostració de l'existència d'una base per qualsevol espai vectorial requereix el Lema de Zorn (equivalent a l'axioma de l'elecció), la unicitat de la cardinalitat de la base només necessita el lema de l'ultrafiltre, que és estrictament més feble; tot i això, la demostració que en donarem assumeix la llei de tricotomia, és a dir, que tots els nombres cardinals són comparables, una afirmació que és equivalent a l'axioma de l'elecció. Aquest teorema es pot generalitzar a R-mòduls amb nombre de base invariant.
El teorema pel cas finitament generat no necessita l'axioma de l'elecció, sinó que es pot demostrar amb arguments bàsics de l'àlgebra lineal.

## Demostració
Suposem que { ai: i ∈ I } i { bj: j ∈ J } són dues bases, on la cardinalitat de I és més gran que la cardinalitat de J. Arribarem a una contradicció.

### Cas 1
Suposem que I és infinit.
Tot bj es pot escriure coma suma finita
{\displaystyle b_{j}=\sum _{i\in E_{j}}\lambda _{i,j}a_{i}}, on {\displaystyle E_{j}} és un subconjunt finit de {\displaystyle I}.
Com que la cardinalitat de I és més gran que la de J, i els Ej són subconjunts finits de I, la cardinalitat de I també és més gran que la cardinalitat de {\displaystyle \bigcup _{j\in J}E_{j}}. (Notem que aquest argument només és vàlid per I infinit.) Així, existeix algun {\displaystyle i_{0}\in I} que no apareix a cap dels {\displaystyle E_{j}}. El corresponent {\displaystyle a_{i_{0}}} es pot expressar com una combinació lineal finita dels {\displaystyle b_{j}}, que al seu torn pot expressar-se com a combinació lineal finita dels {\displaystyle a_{i}}, sense fer servir {\displaystyle a_{i_{0}}}. Per tant, {\displaystyle a_{i_{0}}} és linealment dependent dels altres {\displaystyle a_{i}}.

### Cas 2
Suposem ara que I és finit i de cardinalitat més gran que la cardinalitat de J. Siguin m i n les cardinalitats de I i J, respectivament. Tot ai es pot escriure com a suma
{\displaystyle a_{i}=\sum _{j\in J}\mu _{i,j}b_{j}}
La matriu {\displaystyle (\mu _{i,j}:i\in I,j\in J)} té n columnes (la columna j-sima és la m-tupla {\displaystyle (\mu _{i,j}:i\in I)}) i, per tant, té, com a molt, rang n. Això significa que les seves m files no poden ser linealment independents (perquè el rang per columnes d'una matriu és igual al seu rang per files). Si escrivim {\displaystyle r_{i}=(\mu _{i,j}:j\in J)} per la fila i-sima, llavors hi ha una combinació lineal no trivial
{\displaystyle \sum _{i\in I}\nu _{i}r_{i}=0}
Però també tenim que {\displaystyle \sum _{i\in I}\nu _{i}a_{i}=\sum _{i\in I}\nu _{i}\sum _{j\in J}\mu _{i,j}b_{j}=\sum _{j\in J}{\biggl (}\sum _{i\in I}\nu _{i}\mu _{i,j}{\biggr )}b_{j}=0,}
i per tant els {\displaystyle a_{i}} són linealment dependents.

#### Demostració alternativa
La demostració anterior requereix alguns resultats no trivials. Si hom no els estableix de forma acurada, podem tenir un argument circular. Heus ací una demostració del cas finit que requereix menys desenvolupament previ.
Teorema 1: Si {\displaystyle A=(a_{1},\dots ,a_{n})\subseteq V} és una n-pla linealment independent d'un espai vectorial {\displaystyle V}, i {\displaystyle B_{0}=(b_{1},...,b_{r})} és una tupla que genera {\displaystyle V}, llavors {\displaystyle n\leq r}. L'argument és el següent:
Com que {\displaystyle B_{0}} genera {\displaystyle V}, la tupla {\displaystyle (a_{1},b_{1},\dots ,b_{r})} també el genera. Com que {\displaystyle a_{1}\neq 0} (perquè {\displaystyle A} és linealment independent), llavors existeix algun {\displaystyle t\in \{1,\ldots ,r\}} tal que {\displaystyle b_{t}} es pot escriure com a combinació lineal de {\displaystyle B_{1}=(a_{1},b_{1},\dots ,b_{t-1},b_{t+1},...b_{r})}. Per tant, {\displaystyle B_{1}} és una tupla generadora, i la seva longitud és la mateixa que la de {\displaystyle B_{0}}.
Repetim aquest procés. Com que {\displaystyle A} és linealment independent, sempre podem eliminar un element de la llista {\displaystyle B_{i}} que no sigui un dels {\displaystyle a_{j}} que hi hem incorporat en un pas anterior (donat que {\displaystyle A} és linealment independent i, per tant, ha d'existir algun coeficient no nul a davant dels {\displaystyle b_{i}}). Per tant, després de {\displaystyle n} iteracions, obtindrem una tupla {\displaystyle B_{n}=(a_{1},\ldots ,a_{n},b_{m_{1}},\ldots ,b_{m_{k}})} (amb possiblement {\displaystyle k=0}) de longitud {\displaystyle r}. En particular, {\displaystyle A\subseteq B_{n}} i, per tant, {\displaystyle |A|\leq |B_{n}|}, és a dir, {\displaystyle n\leq r}.
Per demostrar el cas finit a partir d'aquest resultat, suposem que {\displaystyle V} és un espai vectorial, i que {\displaystyle S=\{v_{1},\ldots ,v_{n}\}} i {\displaystyle T=\{w_{1},\ldots ,w_{m}\}} són dues bases de {\displaystyle V}. Com que {\displaystyle S} és linealment independent i {\displaystyle T} genera, podem aplicar el Teorema 1 per obtenir {\displaystyle m\geq n}. I com que {\displaystyle T} és linealment independent i {\displaystyle S} genera, obtenim {\displaystyle n\geq m}. D'aquí, concloem que {\displaystyle m=n}.

## Teorema d'extensió del nucli per espais vectorials
Aquesta aplicació del teorema de la dimensió sovint s'anomena simplement el teorema de la dimensió. Sigui
T: U → V
una aplicació lineal. Aleshores
dim(rang(T)) + dim(nucli(T)) = dim(U),
és a dir, la dimensió de U és igual a la dimensió del recorregut de l'aplicació més la dimensió del seu nucli. Vegeu el teorema del rang per una discussió completa.